# Delicias (stacja metra)
Delicias – stacja metra w Madrycie, na linii 3. Znajduje się w dzielnicy Arganzuela, w Madrycie i zlokalizowana pomiędzy stacjami Palos de la Frontera i Legazpi. Została otwarta 26 marca 1949.